# Tricot
tricot（トリコ）は、日本の4人組ロックバンド。

## 概要
「このメンバーなら凄い事が出来る！」と確信し、それまでの各々のバンド活動を終えた中嶋イッキュウとキダ モティフォ、ヒロミ・ヒロヒロの3名によって結成。その後、それまでサポートメンバーだったkomaki♂が正式に加入。直後に自主レーベル「BAKURETSU RECORDS」を立ち上げる。
2013年12月7日にイギリスの音楽雑誌NMEに紹介記事が掲載されたのを皮切りに、2013年末から2014年の始めにかけてイギリスのBBC Radio 6にてジェイムス・ブレイク、モグワイ、フライング・ロータスといったそうそうたる面々と並び、何度も楽曲がオンエアされ、ドイツの音楽サイトで2013年のアルバムTOP20にも選出される。また、フランスの音楽ブログでも紹介されるなど、海外での注目度が高まっている。2014年には海外の音楽フェスティバルへ出演した。（7月4日：チェコの野外フェス「ROCK FOR PEOPLE」、7月5日：ハンガリーの「Volt Festival」、7月第二週末：スロバキアの大型フェス「Pohoda Festival」）。
ドラムメンバーの交代を経て、2019年、avex/cutting edge内にプライベートレーベル「8902 RECORDS」を設立し、メジャーデビューすることを発表。同年9月にシングル、翌2020年1月にアルバムを発売した。

### 結成までの経緯
ギターのキダとボーカルの中嶋が同じ高校の軽音楽部に所属していたが、共にバンドを組むことなく高校を卒業。卒業後にキダが一緒にバンドをやらないかと中嶋を誘うが、すでに中嶋は別のバンドのメンバーとして活動しており、承諾しなかった。それから約一年後、中嶋のバンドが解散。しばらく修行の意味でソロ活動を行うにあたり、中嶋がサポートメンバーとしてキダを誘う。共にバンド活動をしていく中、中嶋はキダに正式なメンバーとしてバンド結成を打診し、キダもそれを快諾した。当時、キダはベースのヒロヒロと女性のドラマーとインスト・バンド活動をしており、キダの要望でベースのヒロヒロと中嶋の3人でtricotは始まった。ドラマーは中々決まらず、2か月で7回メンバーが入れ替わっていたが、tricotの音源を聴いたMyspaceのkomaki♂がドラマーに志願する。約５ヶ月間サポートを務め、その後それまで参加していたバンドを全て辞退し、tricotの正式メンバーになった。

### バンド名の由来
バンド名は初期メンバーの三人でメールのやりとりによってなんとなく響きの良さで決めた。バンド名の由来については様々な憶測があるが、本人達曰く特に意味はないという。日本語訳は「編み物」。

### 音楽性
マスロックに分類される、変拍子を多用し展開の予測できない独特でスリリングな楽曲に、きわめてJ-POP的な歌メロを乗せる構成となっている。
耳から離れない中毒性の高いポップなサウンドと、力強くも可憐で繊細なボーカルが絶妙にマッチしている。それをまさに「爆裂」と言う言葉が相応しい激しいライブ・パフォーマンスで披露する。
ナンバーガールやtoeなどに影響を受けている。

### 楽曲制作
作曲は皆で行い、作詞とメロディ作りは中嶋の担当。
曲作りの行程は、全員でスタジオで合わせることから始まる。話し合って作ることはほとんど無く、基本的にはキダが持ってきたギターフレーズをきっかけに、セッションしながら構成を決め、最後に中嶋がボーカルを乗せる。
作詞に関しては、中嶋があらかじめ書き溜めていたものを使う場合もあれば、曲が出来てから作る場合もある。ストックを使う場合は、複数の詞から部分的に抜粋し、一つの詞として完成させる。
メンバーは元々ポップなものを好むため、どんなに難しい楽曲を作っても、それに乗る旋律などはメロディアスでポップなものになってしまう。

## メンバー
中嶋イッキュウ（なかじま イッキュウ、1989年5月29日（36歳） - ）
ボーカル・ギター担当。グッズのデザインも担当している。
本名の郁美→いくみ→193→イッキュウサン→イッキュウ（旧ブログ2009年11月15日参照）。小さいころはアイドルが好きで、モーニング娘。にハマり、小学生の時にはオーディションも受けていた。中学生になってからエミネム、50セントなどの洋楽のヒップホップばかり聴くようになる。日本のインディーズのロックも聴き始めるが、一方で大塚愛や浜崎あゆみも聴いていた。初めてコピーしたのは、高校一年の時のバンドで演奏したJUDY AND MARY の「Over Drive」。
高校3年生のとき、軽音部で結成したバンド「近畿女児」でYAMAHA MUSIC REVOLUTIONなんばHatch大会に出場。高校卒業後は大阪スクールオブミュージック専門学校に入学する。そのかたわら、同じく近畿女児のメンバーだったハットリクミコ（のちのシナリオアートのメンバー）らと「the fauvisme」を結成。ボーカルとして本格的に活動しSUMMER SONIC09のサブステージでの演奏を経験する。the fauvisme解散後にソロ活動「中嶋いくみバンド」を開始。オーディションを通過し2010年2月3日になんばHatchで行われたイベントに出演した。このソロ活動のサポートメンバーには、キダ、ハットリ、関浩佑（のちのジラフポットのメンバー）らがいた。
歌詞は幼い頃から気付いたら書いていた。携帯電話を持ち始めると、メモ機能を活用し、詞を書き溜めていた。
歌の面で影響を受けたのは、高校の軽音楽部に入って聴き始めた椎名林檎。それまではジャンルに囚われず様々な曲を聴いていたが、しばらく彼女の曲しか聴いていない時期があったほどの衝撃を受けた。
使用ギターはAltero製のマイモデルで、テレキャスター・シンラインに稲妻の形をしたホール、12フレットにはヒゲのインレイが施されており、Higezumaと名をつけている。
柔道初段。滋賀県1位、近畿2位の実績。強化選手だった。得意技は大外刈り。高校では軽音楽部に入部。柔道で高校の推薦ももらっていたが、中学校時代の親友から「一緒に行こう」と誘われた高校には柔道部が無かったため、軽音楽部に入った。
2017年10月よりジェニーハイにボーカルとして加入。
2021年9月28日より『ABCミュージックパラダイス』（朝日放送ラジオ）の火曜パーソナリティとしてレギュラー出演。
2022年10月から12月まで放送されたテレビアニメ『ぼっち・ざ・ろっく！』の4-7話エンディングテーマに自身初となる楽曲提供を行った。
2024年5月29日には、初のソロアルバム『DEAD』を発売した。
夫はお笑い芸人の市川刺身（そいつどいつ）。
キダ モティフォ（1989年3月14日（36歳） - ）
ギター・コーラス担当。
メンバー名は、mudy on the 昨晩のギタリスト、森ワティフォが命名。
愛称は「先輩」など。由来はボーカル中嶋の高校の先輩だったことから。
tricotして活動する前は、バンド「毬栗」やヒロヒロとインストのスリー・ピースのバンド「ソレラ」をやっていた。
影響を受けたアーティストは、椎名林檎、ACIDMAN、ナンバーガール、ミドリ、MASS OF THE FERMENTING DREGSなど。
使用ギターはAltero製のマイモデルで、本人曰く、不要なものを最大までに取り除いたギター。
日頃の激しいライブパフォーマンスにより痛めた頸椎の治療に専念するため、2013年11月18日の福岡DRUM SON公演を前に一時活動を休止したが、同年12月1日の沖縄Output公演より復帰。
ヒロミ・ヒロヒロ（1988年5月22日（37歳） - ）
ベース・コーラス担当。
メンバー名の由来は特に無し。
高校から軽音楽部に入り、ベースを始めた。もともとはギター志望だったが、倍率が高いからという理由でベースにした。
2005年、軽音楽部の女性部員3人でロック・バンド「RINSKE」を結成。その後、キダから誘われて参加したインスト・バンド「ソレラ」でも活動していた。
影響を受けたアーティストは、Sound Schedule、ナンバーガール、ART-SCHOOL、Syrup 16g、10-FEET、KING BROTHERS、DMBQ、toe、INCUBUS、WEEZERなど。
2024年5月1日、三島想平（cinema staff）と間に第一子を妊娠し、かねてより結婚していたことを発表した。
吉田雄介（よしだ ゆうすけ）
ドラム担当。
唯一の男性メンバー。
奈良県生まれ。高校3年生のころにドラムを始め、大阪音楽大学短期大学部に進学。卒業後すぐ上京し、ラテンパーカッションを美座良彦（熱帯Jazz楽団）に師事。Toitoitoiなどのサポートで活動し、2012年には矢尾拓也（ex-パスピエ）に代わりBell Boyに加入。2013年、Bell Boy解散後にNippon-Paper-Parkingに加入。2014年にはALL CITY STEPPERSのツアーに参加。同バンドやBell Boyのベース担当だった前田竜希と組んだユニット「OTAKU BEATS」でも活動する。
2015年、tricotの新ドラマー・オーディションに参加し、「KABUKU EP」の「青い癖」でドラムスを担当。2016年からサポート・ドラマーを務め、アルバム「3」で2曲を除くすべての曲でドラムスを担当。2017年11月15日に東京・Zepp DiverCity TOKYOにて行われた全国ツアー「tricot VS 47」の最終公演で正式加入が発表された。tricot加入後も錦戸亮、鬼束ちひろ、眉村ちあき、ヒグチアイ、あっこゴリラ、 映秀。、サイダーガールやメレなど数々のアーティストのサポートやレコーディングに参加している。また、映画泥棒CMや、ミュージカル 新テニスの王子様、ミュージカル『EDGES ーエッジズー 2022』など幅広く活動している。

### 旧メンバー
komaki♂（コマキ、1986年6月25日（39歳） - ）
京都府生まれ。ドラムス担当。
メンバー名の由来は特に無し。
tricotして活動する前は、京都のアンダーグラウンドで音楽活動をしていた。
サポートメンバーだったが、tricotのメンバーと初めてセッションを行う際に自前のドラムセットを持参したほどtricotへの加入を熱望しており、2011年正式メンバーとして加入した。
影響を受けたアーティストは、エリック・サティ、ナンバーガール、toe、クラシック音楽など。
2014年3月2日、突如Ustreamにて、方向性の違いを理由に3月27日のワンマンライヴをもって脱退することを発表。
2014年3月をもってバンドを脱退。
2014年9月よりwrong cityに加入。

## 来歴
2010年
- 9月1日、中嶋イッキュウ、キダ モティフォ、ヒロミ・ヒロヒロの3人でtricotを結成。
- 11月、2曲入りデモ音源「Last step」を発売。

2011年
- 5月、それまでサポートメンバーだったkomaki♂が正式に加入。自主レーベル、BAKURETSU RECORDSを立ち上げる。1ヶ月間ライブ会場限定CD「消える」100枚を完売させた。
- 7月、「Last step」500枚を完売し、販売終了。
- 8月2日、ライブ会場＆通販限定1stミニアルバム『爆裂トリコさん』発売。京都MOJOで京都MOJO＆tricot共同企画「爆裂パニエ祭2011 IN JAPAN」を開催。（w/The SALOVERS/シナリオアート）
- 11月8日、十三FANDANGOで自主企画「爆祭vol.1」を開催。（w/DACOTA SPEAKER./memento森/ゆれる/ジョゼ）
- 12月2日、下北沢SHELTERで自主企画「爆祭vol.2」を開催。（w/MASS OF THE FERMENTING DREGS/オワリカラ/Prague）

2012年
- 3月27日、三ノ宮RATで自主企画「爆祭vol.3」を開催。（w/ircle/シリカ/Qomolangma Tomato）
- 4月8日、下北沢SHELTERで自主企画「爆祭vol.4」を開催。（w/THE★米騒動/Scenarioart/SuiseiNoboAz)
- 5月9日、2ndミニアルバム『小学生と宇宙』発売。
- 5月11日、京都MOJOで自主企画「爆祭vol.5」を開催。（w/rega/MAMADRIVE）
- 5月19日、SOUND AROUND KOBE出演。
- 5月24日、新宿LOFTで『小学生と宇宙』レコ発 東京編を開催。
- 6月2日〜6月17日、“小学生と行く！SPACE TOUR 2012 梅雨”開催。（w/撃鉄/忘れらんねえよ/空想委員会/Drop's/THEラブ人間/黒猫チェルシー）
- 9月21日、ワンマンライブ at 下北沢SHELTER。ソールドアウト。
- 9月23日、台湾The Wall出演。
- 12月5日、1st EP「バキューンEP」発売。
- 12月8日、ワンマンライブ at 京都MOJO。ソールドアウト。
- 12月10日、Shibuya WWWで自主企画「爆祭vol.6」を開催。（w/快速東京 / ハイスイノナサ / SPECIAL OPENING ACT:佐藤千明(from 赤い公園)）

2013年
- 4月25日、1stシングル「99.974℃」を発売。
- 5月22日 - 7月1日、"お友達と行く！沸騰ツアー2013〜梅雨〜" 開催。
- 8月21日、2ndシングル「おやすみ」を4649枚限定発売。発売日前に794枚追加生産された。
- 10月2日、1stフルアルバム「T H E」を発売。
- 10月19日 - 12月8日、"女心と秋のツアー"開催。
- 12月19日、LIVE SQUARE 2nd LINEで自主企画「爆祭vol.7」を開催。（w/Alaska Jam/キュウソネコカミ）

2014年
- 2月、台湾 ULoud Music、香港 White Noise Records、マレーシア Soundscape Recordsより、1stフルアルバム「T H E」を発売。
- 3月2日、Ustreamの生中継において、ドラムのkomaki♂が方向性の違いを理由に3月27日のワンマンライヴをもって脱退することを発表[34]。
- 3月20日・27日、帰ってきたトリコさん開催。
- 5月25日〜6月27日、どっこいしょ！男気ワンマンツアー（＆二瓶どん）開催（香川、福岡、広島、長野、新潟、北海道、宮城、京都、愛知、沖縄）。
- 8月6日、jizueのフルアルバム「shiori」に中嶋イッキュウが参加。
- 8月20日・21日、「帰ってきたトリコさん どっこいしょJAPAN day1 女MATSURI編」「帰ってきたトリコさん どっこいしょJAPAN day2男MATSURI編」開催。
- 11月27日、爆祭-BAKUSAI-vol.8開催。 （w/DENIMS/the band apart）
- 12月12日、爆祭-BAKUSAI-vol.9開催。 （w/ストレイテナー/TheSpringSummer）
- 12月19日、爆祭-BAKUSAI-vol.10開催。 （w/後藤まりこ/bacho）

2015年
- 3月18日、2nd フルアルバム「A N D」を発売。ドラマーに千住宗臣、刄田綴色、BOBO、山口美代子（DETROITSEVEN）、脇山広介（tobaccojuice）が参加。
- 4月3日〜26日、tricotのワクワク変拍子旅行 2015開催（愛知、大阪、北海道、東京、広島、福岡）。
- 9月1日・30日、tricot 5周年 お客様感謝デー開催（代官山UNIT、心斎橋JANUS）。
- 11月13日〜2016年2月21日、tricot「"YATTOKOSA"tour ～日本初場所～」開催。 （w/DENIMS / the peggies / ジラフポット / Brian the Sun / SpecialThanks / told / シナリオアート / ドミコ / ドラマチックアラスカ / S.C.B / so far, so close）

2016年
- 4月27日、2nd EP「KABUKU EP」を発売。ドラマー・オーディションで選抜されたドラマー4人（Yuma Abe、Akiyuki Kitagawa、YUUMI(ex.FLiP)、Yusuke Yoshida）がそれぞれ参加している。
- 5月5日〜6月18日、tricot「KABUKU TOUR 2016」開催。 （w/cinema staff / MASS OF THE FERMENTING DREGS / アカシック / アルカラ / パスピエ / 片平里菜）
- 11月2日、1st DVD 「KABUKU TOUR 2016 FINAL at AKASAKA BLITZ」 を発売。
- 11月6日、爆祭-BAKUSAI-vol.11開催。 （w/SOIL&"PIMP"SESSIONS/POLYSICS）※SOIL&"PIMP"SESSIONSが出られなかったため、急遽シナリオアートがピンチヒッターとして参加。

2017年
- 3月25日、渋谷O-WESTにて「ニワカ VS tricot」開催。5月17日発売予定の「3」の全曲を含む全20曲のセットリストという一風変わった一夜限りのライブであった。
- 5月17日、3rd フルアルバム「3」を発売。◆ミニマルパッケージ盤　（ブックレット無しのミニマル仕様。）と、◆999枚限定デラックス盤　（クリエイター・チョーヒカルとのコラボレーションによるアートボックス仕様。ジグソーパズル封入。収録曲を3枚のEPに分け、disc1は中嶋イッキュウ、disc2はキダ モティフォ、disc3はヒロミ・ヒロヒロが選曲しています。）の2種類を販売した。
- 5月26日〜8月14日、「tricot VS 47」前半開催。（w/NOT WONK/絶景クジラ/IRIKO/Halo at 四畳半/Dizzy Sunfist/DENIMS/Wienners/told/MASS OF THE FERMENTING DREGS/Age Factory/空きっ腹に酒/ポルカドットスティングレイ)
- 8月18日〜9月8日、ヨーロッパツアー開催。
- 9月14日〜11月15日、「tricot VS 47」後半開催。（w/yonige/八十八ヶ所巡礼/PEOPLE IN THE BOX/フレンズ/絶景クジラ/密会と耳鳴り/) 東京を除く46道府県(北海道のみ旭川、札幌の2箇所)にて2マンを行っていたが、ツアーファイナルのZepp DiverCity(東京都)のみワンマンを行う。
- 11月15日Zepp DiverCityにて開催の「tricot VS 47」ツアーファイナルでサポートドラマーの吉田雄介が正式加入。

2018年
- 5月19日、7インチシングル「potage」を日米同時リリース。
- 5月24日～6月24日、「CHON」が主催するツアー〈SUPER CHON BROS TOUR2〉にtricotが参加。
- 12月14日、「人間限定ワンマンライブ ～Only Human～」を開催。

2019年
- 3月20日、3rdEP「リピート」発売。
- 3月22日～4月28日「大反射祭 Tour」開催。
- 4月28日、メジャーデビューの決定とavex／cutting edge内にプライベートレーベル「8902 RECORDS」設立を発表。
- 9月23、24日にTSUTAYA O-EASTにて結成9周年企画を開催。初日は対バンライブ「爆祭 2019（Vol.12）」で、2日目は「9才（クサイ）ワンマン」。
- 9月25日、メジャーデビューシングル「あふれる」発売。

2020年
- 1月29日、メジャー1stアルバム「真っ黒」発売。
- 7月29日、配信シングル「おまえ」リリース。
- 8月26日、配信シングル「サマーナイトタウン」リリース。
- 9月30日、配信シングル「WARP」リリース。
- 10月21日、メジャー2ndアルバム「10」発売。

2021年
- 有観客ワンマンライブ「サイレントショー 秘密」を東京、大阪で開催。
- 5月5日、配信シングル「暴露」リリース。
- 6月2日、配信シングル「いない」リリース。（テレビ東京サタドラ「春の呪い」主題歌）
- 6月5日、ワンマンライブ「暴露」を川崎 CLUB CITTA'で開催。
- 6月19日、「TORI ROCK FESTIVAL 2021」出演。
- 8月1日、「OSAKA GIGANTIC MUSIC FESTIVAL 20>21」出演。
- 8月14日、「FUNDAY PARK FESTIVAL 2021」出演。
- 8月21日、「FUJI ROCK FESTIVAL '21」のGREEN STAGEに出演。
- 9月22日、配信シングル「Dogs and Ducks」リリース。
- 9月26日、渋谷O-EASTにて「爆祭2021(-Vol.14-)」開催。（w/ポルカドットスティングレイ/シナリオアート/)

2022年
- 3月10日、恵比寿LIQUID ROOMにてtricot × DADARAYの対バンライブ「ダダリコ」開催。
- 5月28日、YouTubeの生配信内にて、ホリプロとマネジメント所属を発表。[35]
- 6月3日〜7月1日、『ただいマントヒヒtour 2022』開催。
- 6月3日、渋谷CLUB QUATTROにて『ただいマントヒヒtour 2022』開催。(w/yonige)
- 6月8日、京都 MOJO にて『ただいマントヒヒtour 2022』開催。
- 7月1日、沖縄 Outputにて『ただいマントヒヒtour 2022』開催。(w/385 (さんはちご))

## ディスコグラフィ

### 写真集
| 発売日         | タイトル                   | 規格品番           | 付録DVD収録曲                                       |
| -------------- | -------------------------- | ------------------ | --------------------------------------------------- |
| 2015年11月11日 | 爆女 BAKUJO tricot 5 years | BKRT-301 (付録DVD) | 1. Noradrenaline 2. 走れ 3. 神戸ナンバー 4. E 5. 庭 |

### コンピレーションアルバム
| 発売日         | タイトル                                                     | 規格品番   | 収録曲                                                |
| -------------- | ------------------------------------------------------------ | ---------- | ----------------------------------------------------- |
| 2011年1月7日   | 戦艦モージョ２                                               |            | G.N.S Last step                                       |
| 2013年7月30日  | ROCKIN'ON JAPAN 2013年9月号付録 JAPAN'S NEXT SPECIAL CD 2013 |            | MATSURI Live at WWW 2012.12.10                        |
| 2013年12月18日 | And Your Birds Can Sing                                      | PZCJ-1     | スーパーサマー                                        |
| 2014年1月22日  | Disney Rocks!!! Girl's Power!                                | AVCW-6300  | 朝の風景                                              |
| 2015年7月29日  | ROCK IN DISNEY                                               | AVCW-63080 | 朝の風景                                              |
| 2017年2月22日  | Rock in Disney Princess Songs                                | AVCW-63188 | 朝の風景                                              |
| 2018年7月25日  | ROCK IN DISNEY ~REMEMBER ROCK                                | AVCW-63295 | 朝の風景                                              |
| 2014年8月20日  | √SELDOM                                                      | SDSE-001   | POOL                                                  |
| 2018年9月19日  | tribute to the band apart                                    | PCCA-04705 | 泳ぐ針                                                |
| 2020年4月19日  | MUSIC UNITES AGAINST COVID-19                                |            | #STAYHOME (期待外れにも程GIRL) （全74曲のうちの１曲） |

### コラボレーション
| 発売日         | アーティスト | タイトル            | 規格品番                   | 収録曲                                                   |
| -------------- | ------------ | ------------------- | -------------------------- | -------------------------------------------------------- |
| 2014年6月18日  | 10-FEET      | 6-feat 2            | EMI Records UPCH-20356     | ライオン feat. tricot                                    |
| 2019年4月13日  | Delta Sleep  | Ghost City Rarities | Big Scary Monsters BSM251  | Sultans of Ping (feat. tricot) Afterimage (feat. tricot) |
| 2019年11月08日 | Delta Sleep  | Younger Years       | Like A Fool Records LFR009 | Sultans of Ping (feat. tricot) Afterimage (feat. tricot) |

### コンピレーションDVD
| 発売日       | タイトル                                 | 規格品番  | 収録曲                          |
| ------------ | ---------------------------------------- | --------- | ------------------------------- |
| 2020年4月4日 | GOING & COMING KOBE 15 YEARS ANNIVERSARY | PINE-0050 | 爆裂パニエさん（2019年5月11日） |

### 楽曲提供
| 曲名           | アーティスト | 収録作品                                           | 担当                     |
| -------------- | ------------ | -------------------------------------------------- | ------------------------ |
| 一度きりでいい | 坂本真綾     | 11thアルバム『記憶の図書館』 （2023年5月31日発売） | 作曲・編曲・演奏を担当。 |

## 動画

### ライブ映像
| 公開日     | タイトル                                                                      |
| ---------- | ----------------------------------------------------------------------------- |
| 2015/03/30 | Niwa Studio Live Session with 5 Drummers                                      |
| 2017/08/22 | "99.974°C - Melon Soda" live at ArcTanGent 19.8.2017                          |
| 2017/09/01 | "SUKIMA - YOSOIKI" live at Bush Hall, London 25.8.2017                        |
| 2018/02/27 | エコー                                                                        |
| 2018/02/27 | TOKYO VAMPIRE HOTEL                                                           |
| 2018/02/27 | よそいき                                                                      |
| 2019/05/12 | 「 爆裂パニエさん」（大反射祭Tour／2019.04.28 at TSUTAYA O-EAST）YouTube Ver. |
| 2019/06/21 | 「BUTTER」（大反射祭Tour／2019.04.28 at TSUTAYA O-EAST）YouTube Ver.          |
| 2019/10/15 | 「あふれる」（9才ワンマン／2019.09.24 at TSUTAYA O-EAST）YouTube Ver.         |

## タイアップ一覧
| 使用年 | 曲名                         | タイアップ                                                                                       |
| ------ | ---------------------------- | ------------------------------------------------------------------------------------------------ |
| 2012年 | G.N.S                        | 関西テレビ『ミュージャック』2012年5月度エンディングテーマ                                        |
| 2015年 | E                            | TBS系『スーパーサッカー』2015年2・3月度エンディングテーマ                                        |
| 2017年 | TOKYO VAMPIRE HOTEL          | Amazonプライム・ビデオドラマ『東京ヴァンパイアホテル』オープニングテーマ                         |
| 2020年 | おまえ                       | スポーツデポ・アルペン限定キャンペーン「REVERSE キュウクツな日常をひっくり返せ」タイアップソング |
| 2021年 | いない                       | テレビ東京系サタドラ『春の呪い』主題歌                                                           |
| 2022年 | エンドロールに間に合うように | MBS・TBS系ドラマイズム『liar』オープニングテーマ                                                 |
| 2022年 | アクアリウム                 | テレビ東京系ドラマParavi『夫婦円満レシピ〜交換しない?一晩だけ〜』オープニングテーマ              |
| 2024年 | おとずれ                     | テレビアニメ『君は冥土様。』オープニングテーマ                                                   |

## ヘビーローテーション/パワープレイ

### テレビ
| 放送年 | 曲名       | ヘビーローテーション/パワープレイ           |
| ------ | ---------- | ------------------------------------------- |
| 2012年 | G.N.S      | 関西テレビ『音エモン』2012年5月度POWER PUSH |
| 2012年 | おもてなし | スペースシャワーTV2012年12月度POWER PUSH!   |

### ラジオ
| 放送年 | 曲名                             | ラジオヘビーローテーション/パワープレイ                  |
| ------ | -------------------------------- | -------------------------------------------------------- |
| 2012年 | 夢見がちな少女、舞い上がる、空へ | FM石川2012年5月度MUSIC PICK UP                           |
| 2012年 | おもてなし                       | FM石川2012年12月度POWER PLAY「HELLO FIVE MUSIC PICK UP」 |
| 2013年 | おやすみ                         | TOKYO FM「RADIO DRAGON」2013年8月度POWER TUNE!           |
| 2013年 | おやすみ                         | TBSラジオ 8月度月推し曲                                  |

## 受賞歴・記録
| 年     | 賞（作品）                                                            |
| ------ | --------------------------------------------------------------------- |
| 2013年 | 第5回 CDショップ大賞 関西ブロック賞 小学生と宇宙                      |
| 2013年 | iTunes new ARTISTS 2013（iTunesが選ぶ2013年期待のニューアーティスト） |

## 出演番組

### テレビ
- Mu-jack「tricotの虜にしちゃうぞ」（2013年8月17日・関西テレビ）
- BAZOOKA!!!（BSスカパー、2017年1月9日～）

### ラジオ
- MONTHLY JOIN ALIVE（FM NORTH WAVE）2012年3月度マンスリーDJ
- tricotの月極うたぐみ　（MBSラジオ）2013年4月度DJ
- RADIO DRAGON MONTHLY DRAGON （TOKYO FM） - 2013年4月度月曜日、10月度水曜日担当
- Ready Steady George!!　（InterFM897）2020年1月31日ゲスト[50]
- ABCミュージックパラダイス（朝日放送ラジオ、2021年9月28日 - 火曜レギュラー） - 中嶋のみ[18]

## 連載
- EMTG MUSIC Movie連載tricotのただいまおトリコみ中（2013年10月18日 - ）

## ライブ

### 出演イベント
- 2010年11月23日 - Yamon Yamon Japan Tour 2010
- 2011年08月12日 - ライジング・サン・ロックフェスティバル2011 in EZOに「RISING☆STAR」として出演。
- 2011年10月16日 - MINAMI WHEEL'11、FMW
- 2011年12月30日 - LIVE DI:GA JUDGEMENT 2011
- 2012年03月07日 - タワレコメン 大阪編
- 2012年04月29日 - ARABAKI ROCK FEST.12
- 2012年05月03日 - J LIVE 2012 [ON FIRE] -Special 3Nights Circuit-
- 2012年05月05日 - COMIN'KOBE12
- 2012年05月12日 - TOSA baSH
- 2012年05月24日 - MUSIC LINXS
- 2012年06月12日 - June RockDaze!
- 2012年06月16日 - YANYA FESTA
- 2012年07月05日 - スペースシャワー列伝 第九十巻 灼熱(しゃくねつ)の宴
- 2012年07月07日 - 見放題2012
- 2012年07月08日 - 京都大作戦2012～短冊に こめた願いよ 叶いな祭～
- 2012年07月14日 - GFB'12
- 2012年07月29日 - フジロック・フェスティバル'12
- 2012年08月11日 - 聖地巡礼!!夏休み登校編～
- 2012年08月18日 - SETSTOCK'12 -10th Anniversary in Bihoku-
- 2012年08月24日 - ロックロックこんにちは!Ver.16 ～ヒーロー広場～
- 2012年08月26日 - MONSTER baSH 2012
- 2012年08月27日 - 京都ミューズの激情!!
- 2012年09月07日 - Jumpin'jack 2012
- 2012年09月08日 - BAYCAMP 2012
- 2012年09月16日 - Yuya Tsuji Presents ETERNAL ROCK CITY.2012
- 2012年09月17日 - NAGANO ROCK FESTIVAL 2012
- 2012年10月04日 - VINTAGE LEAGUE TOUR 2012 "small change"
- 2012年10月06日 - REDLINE TOUR 2012
- 2012年10月09日 - Tangled Hair Japan Tour 2012
- 2012年10月10日〜25日 - VINTAGE LEAGUE TOUR 2012 "small change"
- 2012年10月20日 - BOROFESTA 2012
- 2012年10月31日 - October RockDaze! 2012
- 2012年11月10日 - ロックの夜明け presents 「INCIDENT 2012」
- 2012年11月25日 - LIVE LIVEFUL!SHIBUYA 5DAYS!
- 2012年12月23日 - ロットングラフティー presents ポルノ超特急2012
- 2012年12月30日 - LIVE DI:GA JUDGEMENT 2012
- 2012年12月31日 - KINDAMA'12-'13～年越し音泉!謹賀魂～
- 2013年01月18日 - 響MUSIC,京LIFE.～都の音遊び～
- 2013年02月08日 - 神聖かまってちゃん「～夏だ!花火だ!神聖かまってちゃんだ!～ ねこねこインターネットツアー」
- 2013年02月21日〜03月09日 - スペースシャワー列伝ツアー2013
- 2013年03月16日 - MUSIC CUBE 13
- 2013年03月19日 - MINE★ROCK FESTIVAL in 高知
- 2013年03月23日 - ART-SCHOOL presents KINOSHITA NIGHT 2013
- 2013年04月03日 - パスピエ自主企画「印象A」
- 2013年04月19日 - チリヌルヲワカ Presents ヲワカとダレカ ～ tricot編 ～
- 2013年04月20日 - オワリカラ presents スペイン坂ロックフェスティバル「渋谷モンパルナス」
- 2013年04月29日 - COMIN'KOBE13
- 2013年05月05日 - SiM EViLS TOUR 2013
- 2013年07月06日 - 見放題2013
- 2013年07月20日 - FREEDOM NAGOYA 2013
- 2013年08月04日 - ROCK IN JAPAN FESTIVAL2013
- 2013年08月16日 - ライジング・サン・ロックフェスティバル2013 in EZO
- 2013年08月18日 - WILD BUNCH FEST. 2013
- 2013年08月20日 - SOUND SHOCK 2013(コンテンポラリーな生活へのゲスト)
- 2013年08月24日 - Re:mix 2013
- 2013年08月31日 - SPACE SHOWER SWEET LOVE SHOWER 2013
- 2013年09月12日 - 後藤まりこ presents シブヤコ(オープニングアクト)
- 2013年09月22日 - グッドモーニングアメリカ 未来へのスパイラルツアー2013
- 2013年09月28日 - LIVE Music Unlimited
- 2013年09月29日 - JAPAN CIRCUIT vol.52 WEST〜山崎死闘編〜
- 2013年10月05日 - MEGA☆ROCKS 2013
- 2013年10月11日 - MINAMI WHEEL 2013 EXTRA -EARLY NIGHT-
- 2013年10月13日 - MINAMI WHEEL 2013
- 2013年10月19日 - ア・ル・カ・ラ6枚目"むにむにの樹"レコ発ツアー「むにむになるままにJAPAN TOUR」
- 2013年10月25日 - BOROFESTA 2013
- 2013年10月27日 - hibiya yaon 90th anniversary MUSIC MONSTERS SPECIAL 2013 ～Today,Tomorrow&Forever～
- 2013年10月29日・31日 - SAKANAMON×tricot "花色の美男美女ツアー" × "女心と秋のツアー"
- 2013年11月18日・20日 - HaKU wonderland TOUR 2013"hacking your mind"
- 2013年11月23日 - Fly High!!!
- 2013年12月20日 - SiM PANDORA TOUR 2013-2014
- 2013年12月27日 - New Audiogram ver.7.2
- 2013年12月28日 - RADIO CRAZY 2013
- 2013年12月30日 - COUNTDOWN JAPAN13/14
- 2014年01月10日 - DUM-DUM presents「Telepathy/ Overdrive」
- 2014年01月19日 - And Your Birds Can Sing In Kyoto
- 2014年01月26日 - SiM PANDORA TOUR 2013-2014 FiNAL 2days -Day.2-"DEAD POP FESTiVAL2014"
- 2014年02月02日 - Jun Gray Records Presents And Your Birds Can Sing In Tokyo
- 2014年02月08日 - FACTORY LIVE 0208
- 2014年03月23日 - MUSIC CUBE 14
- 2014年04月27日 - ARABAKI ROCK FEST.14
- 2014年05月05日 - OTOSATA Rock Festival 2014
- 2014年06月08日 - 百万石音楽祭〜ミリオンロックフェスティバル〜2014
- 2014年06月21日 - YATSUI FESTIVAL! 2014
- 2014年06月29日 - ネコフェス2014 -KUDAKENEKO ROCK FESTIVAL 2014-
- 2014年08月03日 - ROCK IN JAPAN FESTIVAL 2014
- 2014年08月05日 - 梅田シャングリラ9周年大感謝祭
- 2014年08月17日 - 聖地巡礼!!2014～夏期講習編～
- 2014年08月26日 - KOBE,ACTION!
- 2014年08月31日 - RUSH BALL 2014
- 2014年09月13日 - KANSAI LOVERS 2014
- 2014年09月17日 - One on One Produced by Guitar Magazine
- 2014年09月25日 - B-FLAT presents."琵琶湖大沸騰2014" ～B-FLAT 15th Anniversary Special Live～
- 2014年09月30日 - エレキ大浴場23 ～KYOTO MOJO 15th Anniversary～
- 2014年10月04日 - MEGA★ROCKS 2014
- 2014年10月07日 - スペースシャワー列伝 100巻記念公演 第103巻 熱狂の宴
- 2014年10月09日 - ROCKのススメ
- 2014年10月11日 - FM NORTH WAVE & WESS presents IMPACT!VII
- 2014年10月13日 - MINAMI WHEEL 2014
- 2014年10月14日 - テスラは泣かない。「tour 2014 "Tell me how to CRY."」
- 2014年10月24日 - BOROFESTA 2014 大前夜祭
- 2014年10月26日・11月04日・19日 - SiM "i AGAINST i" TOUR 2014
- 2014年10月29日 - REDLINE ZEPP TOUR 2014
- 2014年11月02日 - FLiP SOME LiKE iT HOT!! TOUR 2014
- 2014年11月03日 - 第61回法政大学小金井祭 パスピエ × tricot LIVE
- 2014年11月14日 - NippoN RockS
- 2014年11月30日 - JAPAN'S NEXT vol.5
- 2014年12月23日 - ポルノ超特急2014
- 2014年12月29日 - COUNTDOWN JAPAN 14/15
- 2015年01月13日 - マキシマム ザ ホルモン「MAGROSTIC FRONT ～kin to gin no tsutsumi ni haitta shikakui tuna no yatsu saikin tabeteru?～」
- 2015年02月10日 - Radio to Live vol.2
- 2015年02月27日・28日 - ジラフポット Head Held High Tour
- 2015年03月01日 - TheSpringSummer presents「Super Blue ! vol.1」
- 2015年03月06日 - N'夙川BOYS「Do you like Rock n Roll !?」発売記念 何時でも何処でもバンドが見たい! 5都市2マンミラクルパーティー!
- 2015年03月14日 - Output 3rd ANNIVERSARY SPECIAL@ミュージックタウン音市場
- 2015年03月18日 - Fujii Rock Festival
- 2015年03月19日 - モーモールルギャバン「蘇る無茶と野獣ツアー2015」
- 2015年03月21日 - Rakuten kobo presents MUSIC CUBE 15
- 2015年03月22日 - SANUKI ROCK COLOSSEUM 2015
- 2015年03月29日 - SEBASTIAN Xツアー2015「こころ」
- 2015年04月15日 - KYOTO MUSE 25th ANNIVERSARY "25SOULS"
- 2015年05月04日 - VIVA LA ROCK 2015
- 2015年05月05日 - JAPAN JAM BEACH 2015
- 2015年05月06日 - 10-FEET "どこ行く年! どないすん年! " TOUR 2015
- 2015年05月11日 - SHELTER presents "BATTLE60×60"
- 2015年05月12日 - オトトイのススメ! vol.1
- 2015年05月13日・14日 - BOOM BOOM SATELLITES「FRONT CHAPTER Vol.4」
- 2015年06月08日 - オトナの!フェスNEXT OTO-NANO FES!NEXT
- 2015年06月16日 - LIVEHOLIC presents GRAND OPENING SERIES vol.8
- 2015年06月19日 - 04 Limited Sazabys「CAVU tour 2015」
- 2015年06月21日 - 失われない音楽祭～梅田シャングリラ10周年大感謝祭～
- 2015年06月25日・26日 - AFOC presents What's Going On Tour 2015 "BRAND-NEW RIDERS"
- 2015年06月28日 - ネコフェス2015 -KUDAKENEKO ROCK FESTIVAL 2015-
- 2015年07月04日 - 京都大作戦2015～いっ祭 がっ祭 感じな祭!～
- 2015年07月24日 - DRF NAGOYA 2015
- 2015年07月31日 - THE LIPSMAX & GARDEN Presents 『HAPPY DOUBLE BIRTHDAY SPECIAL!』
- 2015年08月02日 - ROCK IN JAPAN FESTIVAL 2015
- 2015年08月15日 - RISING SUN ROCK FESTIVAL 2015 in EZO
- 2015年08月16日 - SHINE A LIGHT FESTIVAL～夢を見ようぜ根室～
- 2015年08月19日 - グッドモーニングアメリカ「凌ぎ合うツアー2015」
- 2015年08月21日 - RockDaze! 2015 Sun Summer Special THE BACK HORN×plenty×tricot
- 2015年08月29日 - Re:mix 2015
- 2015年09月11日 - CLUB UPSET 10th ANNIVERSARY -Billow warning-
- 2015年09月13日 - Large House Satisfaction「SHINE OR BUST」リリースツアー『shineeeeeeeeee!!!』
- 2015年09月23日 - KANSAI LOVERS 2015
- 2015年09月26日 - 小田原イズム2015
- 2015年10月03日 - MEGA☆ROCKS 2015
- 2015年11月03日 - 赤い公園 対バンツアー2015「http://KOIKI/NAMAIKI/EKOHI-KI.com/」
- 2015年11月06日・07日 - モーモールルギャバン Tour 2015 「Would you be my friend?」～ Champs-Elysées de ツーマン ～
- 2015年12月13日 - 水曜日のカンパネラ・競演ツアー「ジパング」
- 2015年12月14日 - HOOK UP NEVER DIE!?～10th ANNIVERSARY SPECIAL EDITION～
- 2015年12月16日・18日 - ジラフポット「Get Myself Back Tour 2015-16」
- 2015年12月19日 - OSAKA HAZIKETEMAZARE FESTIVAL 2015
- 2015年12月22日 - キュウソネコカミ「試練のTAIMANツアー 2015」
- 2015年12月27日 - FM802 ROCK FESTIVAL RADIO CRAZY 2015
- 2015年12月31日 - O-Crest YEAR END PARTY 2015 Special 4DAYS!
- 2015年12月31日 - LIVE DI:GA JUDGEMENT 2015
- 2016年04月01日・03日 - Nothing's Carved In Stone「Hand In Hand Tour 2016」
- 2016年04月11日・13日 - CANCERS JAPAN TOUR 2016 - TONE FLAKES Vol.95 - MINDJIVE Vol.09
- 2016年04月22日 - G-FREAK FACTORY "Too oLD To KNoW" TOUR
- 2016年06月26日 - ネコフェス2016 くだけねこロックフェスティバル
- 2016年07月09日 - DEAD POP FESTiVAL 2016
- 2016年07月12日 - BO NINGEN "VS" LIVE
- 2016年07月17日 - GFB'16
- 2016年07月28日 - ayutthaya presents「FIRST LIVE2」
- 2016年07月31日 - MURO FESTIVAL 2016
- 2016年08月13日 - ROCK IN JAPAN FESTIVAL 2016
- 2016年08月21日 - SUMMER SONIC 2016
- 2016年09月02日 - coldrain「原点回帰全国ツアー」
- 2016年09月04日 - "CRUSTAL MOVEMENT"
- 2016年09月10日 - New Audiogram ver.10 -New Audiogram 10th Anniversary-
- 2016年09月18日 - KANSAI LOVERS 2016
- 2016年09月24日 - 山人音楽祭 2016
- 2016年09月25日 - HEY-SMITH"STOP THE WAR TOUR"
- 2016年10月01日・02日 - Crossfaith「New Age Warriors Tour 2016」
- 2016年10月09日 - MINAMI WHEEL 2016
- 2016年10月22日 - cinema staff presents"OOPARTS 2016"
- 2016年10月25日 - THE ORAL CIGARETTES「唇対バンTOUR 2016～キラーチューン祭り巡業行脚の巻～」
- 2016年10月29日 - ゑびすロックフェスティバル 2016
- 2023年6月9日 - 「日々 vol.4」
- 2023年6月23日 - 板歯目戦～其ノ壱～「居合」
- 2023年6月25日 - SiM PRESENTS DEAD POP FESTiVAL 2023 - 解 -
- 2023年7月1日 - HORIPRO x SPACE SHOWER TV Presents ""Baby steps."" -1st step in Osaka-"
- 2023年7月5日 - HORIPRO x SPACE SHOWER TV Presents "Baby steps."-1st step-
- 2023年7月9日 - SHIBUYA CLUB QUATTRO 35TH ANNIV. “NEW VIEW"
- 2023年7月16日 - POW FEST 2023 (in Thailand)
- 2023年7月20日 - imakinn records presents CHINESE FOOTBALL Japan Tour 2023
- 2023年7月21日 - レイラpre.『喧嘩round4』
- 2023年7月24日 - imakinn records presents CHINESE FOOTBALL Japan Tour 2023
- 2023年8月7日 - O-nest presents『PARADISE』
- 2023年8月18日 - NISHIEIFUKU JAM PRE.「MAX NIGHT」ー NISHIEIFUKU JAM 5TH ANNIVERSARY SPECIAL & FINAL!!!ー
- 2023年8月20日 - The Lost Boys Present Their / They’re / There Japan Tour 2023
- 2023年8月21日- rocknomukougawa2023
- 2023年8月27日 - ONE MUSIC CAMP 2023
- 2023年8月30日 - SHINJUKU LOFT PRESENTS『ギャンパレ真夏の2マンスペシャル！』～3DAYS ～
- 2023年9月3日 - 音楽パーティー DJやついいちろう×tricot
- 2023年9月13日 - THE SUN ALSO RISES vol.216
- 2023年9月16日 - KOYABU SONIC 2023
- 2023年9月24日 - KANSAI LOVERS 2023
- 2023年10月5日 - CLUB CITTA’ 35th ANNIVERSARY CLUB CITTA’ Presents いいこと
- 2023年10月7日 - MEET YOUR ART FESTIVAL 2023「Time to Change」(イッキュウ・キダのみ出演)
- 2023年10月20日 - SHELTER 32th Anniversary＆NIGHT ON THE PLANET！16th Anniversary SPECIAL!!
- 2023年10月28日 - nigami 17th birthday!! plan7 [かみやらおばけやら]
- 2023年10月29日 - Namba Culture Terminal -Opening Special Week-
- 2024年12月7日 - REDLINE ALL THE FINAL[51][52]

### インタビュー
- Rooftop(2012年4月)
- ototoy(2012年5月)
- スペースシャワーTV(2012年12月)
- HMV ONLINE(2013年10月)
- Skream!(MAXIMO PARK × tricot)(2014年4月)